# Skoczów (województwo zachodniopomorskie)
Skoczów (do 1945 r. niem. Schötzow) – wieś sołecka w Polsce położona w województwie zachodniopomorskim, w powiecie kołobrzeskim, w gminie Dygowo.
Według danych z 1 stycznia 2011 r. wieś miała 320 mieszkańców.

## Historia
Skoczów to miejscowość o bardzo starej średniowiecznej metryce wzmiankowana już w XIII w. Powstała z połączenia wsi wymienianych jako Zeliciz, Speprav, Zambowe, które w 1276 r. występują pod wspólną nazwą Schutsow.

W XV w. Skoczów był własnością zakonnic z Kołobrzegu, następnie w XVI i XVII w. rodziny von Sager aż do jej wygaśnięcia w roku 1676, po czym stał się lennem rodu von Kronenfeldtów.
Od 1811 r. właścicielem majątku był kupiec i konsul duński Friedrich Schroeder i jego spadkobiercy.
Od II poł. XIX w. do II wojny światowej majątek należał do rodu von Blankenburg.
W miejscowości działało Państwowe Gospodarstwo Rolne Skoczów.

## Zabytki
- park pałacowy z poł. XIX, nr rej.: 916 z 28.11.1976[5]

inne
- pałac w stylu klasycystycznym z 1836 roku wraz z zespołem parkowym z XIX wieku o powierzchni 4 ha, oraz murowany Dom Zarządcy z XX w[6].
- pałac[7] z pocz. XIX w. położony na terenie parku. Pałac neoklasycystyczny został zbudowany na rzucie prostokąta, z dwiema loggiami przy elewacji ogrodowej. Tworzą (wraz z korpusem i dwiema wieżami) kształt litery C. Do dzisiaj zachowana została tylko wieża wschodnia. Pałac jest całkowicie podpiwniczony, dwukondygnacyjny. Ściany pałacu są murowane z cegły a stropy są drewniane. Główna część pałacu nakryta została dachem czterospadowym. Loggie przykryte są osobnymi dachami trzyspadowymi, a zachowana wieża – namiotowym. Fasada pałacu jest symetryczna, dziesięcioosiowa. W tympanonie fasady znajduje się płaskorzeźba z otoczonym wicią roślinną herbem rodziny von Blankenburg (głowa kozła). Wnętrze pałacu zbudowano w układzie częściowo dwu-, a częściowo dwuipółtraktowym. W przednim trakcie na osi usytuowany jest hall, natomiast w części zachodniej całą szerokość budynku zajmuje dawna sala balowa. Do 1908 r. pałac był o jedną kondygnację niższy (został przebudowany i podwyższony).
- park romantyczny. Około 1840 r. rozpoczęto budowę parku o swobodnych, krajobrazowo – naturalnych założeniach z fragmentami romantycznymi tj. stawem, źródełkiem z przewieszonym mostkiem.
Początkowo park był tak skomponowany, że od strony dojazdowej z Wrzosowa widoczna była perspektywa w drzewostanie zamknięta białą bryłą romantycznego pałacyku. Z czasem dalsze dosadzenie i rozrastające się drzewa przysłoniły widok.
Park charakteryzuje się znacznym zbiorem drzew obcego pochodzenia. Na obszarze parku rośnie kilka ciekawych gatunkowo i pokrojowo drzew: dąb szypułkowy, buk czerwony, żywotnik, jawor, jodła biała, topola kanadyjska, świerk kłujący, orzech, modrzew europejski, brzoza, lipa drobnolistna, kasztanowiec, dorodny okaz akacji drobnolistnej. Na kamiennym cokole od strony parku wykuto datę budowy pałacu – 1838, źródła jako datę wzniesienia obiektu podają rok 1839.